# Giants Wrocław
I Giants Wrocław sono stati una squadra di football americano di Breslavia, in Polonia; sono stati fondati nel 2005 col nome di Wrocław Angels, per poi divenire The Crew Wrocław l'anno successivo e assumere il nome Giants Wrocław nel 2011; nel 2013 si sono fusi con i Devils Wrocław per fondare i Panthers Wrocław. Hanno vinto 3 Superfinał.

## Dettaglio stagioni

### Tornei nazionali

#### Campionato

##### PLFA/PLFA I/Topliga
| Stagione | regular season | regular season | regular season | regular season | regular season | regular season | playoff | playoff | playoff | playoff | playoff | playoff     | playoff        |
|          | Vin            | Par            | Per            | Tot            | PF             | PS             | Vin     | Per     | Tot     | PF      | PS      | risultato   | avversaria     |
| -------- | -------------- | -------------- | -------------- | -------------- | -------------- | -------------- | ------- | ------- | ------- | ------- | ------- | ----------- | -------------- |
| 2006     | 1              | 0              | 2              | 3              | 48             | 51             | -       | -       | -       | -       | -       | -           | -              |
| 2007     | 5              | 0              | 1              | 6              | 178            | 73             | 2       | 0       | 2       | 36      | 2       | Campioni    | Silesia Miners |
| 2008     | 4              | 0              | 3              | 7              | 180            | 71             | 0       | 1       | 1       | 7       | 8       | Semifinale  | Warsaw Eagles  |
| 2009     | 6              | 0              | 1              | 7              | 236            | 31             | 1       | 1       | 2       | 35      | 26      | Polish Bowl | Silesia Miners |
| 2010     | 6              | 0              | 1              | 7              | 252            | 47             | 1       | 1       | 2       | 70      | 26      | Polish Bowl | Devils Wrocław |
| 2011     | 9              | 0              | 0              | 9              | 446            | 69             | 2       | 0       | 2       | 54      | 33      | Campioni    | Devils Wrocław |
| 2013     | 8              | 0              | 2              | 10             | 462            | 102            | 2       | 0       | 2       | 64      | 25      | Campioni    | Warsaw Eagles  |
| Totale   | 39             | 0              | 10             | 49             | 1802           | 444            | 8       | 3       | 11      | 266     | 120     |             |                |

Fonti: Enciclopedia del Football - A cura di Roberto Mezzetti

##### ČLAF A
| Stagione | regular season | regular season | regular season | regular season | regular season | regular season | playoff | playoff | playoff | playoff | playoff | playoff    | playoff         |
|          | Vin            | Par            | Per            | Tot            | PF             | PS             | Vin     | Per     | Tot     | PF      | PS      | risultato  | avversaria      |
| -------- | -------------- | -------------- | -------------- | -------------- | -------------- | -------------- | ------- | ------- | ------- | ------- | ------- | ---------- | --------------- |
| 2012     | 2              | 0              | 4              | 6              | 115            | 172            | 1       | 1       | 2       | 72      | 75      | Semifinale | Prague Panthers |
| Totale   | 2              | 0              | 4              | 6              | 115            | 172            | 1       | 1       | 2       | 72      | 75      |            |                 |

Fonti: Enciclopedia del Football - A cura di Roberto Mezzetti

##### ČLAF B
| Stagione | regular season | regular season | regular season | regular season | regular season | regular season | playoff | playoff | playoff | playoff | playoff | playoff    | playoff         |
|          | Vin            | Par            | Per            | Tot            | PF             | PS             | Vin     | Per     | Tot     | PF      | PS      | risultato  | avversaria      |
| -------- | -------------- | -------------- | -------------- | -------------- | -------------- | -------------- | ------- | ------- | ------- | ------- | ------- | ---------- | --------------- |
| 2006     | 1              | 0              | 3              | 4              | 37             | 114            | 0       | 1       | 1       | 0       | 26      | Semifinale | Brno Alligators |
| Totale   | 1              | 0              | 3              | 4              | 37             | 114            | 0       | 1       | 1       | 0       | 26      |            |                 |

Fonti: Enciclopedia del Football - A cura di Roberto Mezzetti

##### PLFA8
| Stagione | regular season | regular season | regular season | regular season | regular season | regular season | playoff | playoff | playoff | playoff | playoff | playoff          | playoff    |
|          | Vin            | Par            | Per            | Tot            | PF             | PS             | Vin     | Per     | Tot     | PF      | PS      | risultato        | avversaria |
| -------- | -------------- | -------------- | -------------- | -------------- | -------------- | -------------- | ------- | ------- | ------- | ------- | ------- | ---------------- | ---------- |
| 2012     | 0              | 0              | 3              | 3              | 20             | 36             | -       | -       | -       | -       | -       | -                | -          |
| 2013     | 3              | 0              | 1              | 4              | 57             | 32             | 1       | 1       | 2       | 46      | 38      | Quarti di finale | [ 3 ]      |
| Totale   | 3              | 0              | 4              | 7              | 77             | 68             | 1       | 1       | 2       | 46      | 38      |                  |            |

Fonti: Enciclopedia del Football - A cura di Roberto Mezzetti

#### Campionati giovanili

##### PLFAJ
| Stagione | regular season | regular season | regular season | regular season | regular season | regular season | playoff | playoff | playoff | playoff | playoff | playoff   | playoff    |
|          | Vin            | Par            | Per            | Tot            | PF             | PS             | Vin     | Per     | Tot     | PF      | PS      | risultato | avversaria |
| -------- | -------------- | -------------- | -------------- | -------------- | -------------- | -------------- | ------- | ------- | ------- | ------- | ------- | --------- | ---------- |
| 2013     | 0              | 0              | 4              | 4              | 14             | 122            | -       | -       | -       | -       | -       | -         | -          |
| Totale   | 0              | 0              | 4              | 4              | 14             | 122            | -       | -       | -       | -       | -       |           |            |

Fonti: Enciclopedia del Football - A cura di Roberto Mezzetti

### Tornei internazionali

#### EFAF Cup
| Stagione | regular season | regular season | regular season | regular season | regular season | regular season | playoff | playoff | playoff | playoff | playoff | playoff   | playoff    |
|          | Vin            | Par            | Per            | Tot            | PF             | PS             | Vin     | Per     | Tot     | PF      | PS      | risultato | avversaria |
| -------- | -------------- | -------------- | -------------- | -------------- | -------------- | -------------- | ------- | ------- | ------- | ------- | ------- | --------- | ---------- |
| 2012     | 0              | 0              | 2              | 2              | 7              | 95             | -       | -       | -       | -       | -       | -         | -          |
| Totale   | 0              | 0              | 2              | 2              | 7              | 95             | -       | -       | -       | -       | -       |           |            |

Fonti: Enciclopedia del Football - A cura di Roberto Mezzetti

### Riepilogo fasi finali disputate
| Anno            | Luogo     | Evento      | Fase del torneo | Incontro                           | Risultato |
| 17 giugno 2006  |           | ČLAF B      | Semifinale      | Brno Alligators - The Crew Wrocław | 26 - 0    |
| 14 ottobre 2007 | Varsavia  | Polish Bowl | Finale          | The Crew Wrocław - Silesia Miners  | 18 - 0    |
| 4 ottobre 2008  | Varsavia  | Polish Bowl | Semifinale      | Warsaw Eagles - The Crew Wrocław   | 8 - 7     |
| 17 ottobre 2009 | Varsavia  | Polish Bowl | Finale          | The Crew Wrocław - Silesia Miners  | 7 - 18    |
| 24 luglio 2010  | Breslavia | Polish Bowl | Finale          | Devils Wrocław - The Crew Wrocław  | 26 - 21   |
| 17 luglio 2011  | Bielawa   | Superfinał  | Finale          | The Crew Wrocław - Devils Wrocław  | 27 - 26   |
| 8 luglio 2012   | Praga     | Czech Bowl  | Semifinale      | Prague Panthers - Giants Wrocław   | 55 - 18   |
| 14 luglio 2013  | Varsavia  | Superfinał  | Finale          | Giants Wrocław - Warsaw Eagles     | 29 - 13   |

## Palmarès
- 3 SuperFinał  (2007[4], 2011, 2013)